# Сачиле
Сачиле (итал. Sacile) је насеље у Италији у округу Порденоне, региону Фурланија-Јулијска крајина.
Према процени из 2011. у насељу је живело 16626 становника. Насеље се налази на надморској висини од 24 м.

## Становништво
Према резултатима пописа становништва 2011. у општини је живело 19.897 становника.
| 1936.  | 1951.  | 1961.  | 1971.  | 1981.  | 1991.  | 2001.  | 2011.  |
| ------ | ------ | ------ | ------ | ------ | ------ | ------ | ------ |
| 10.616 | 11.557 | 13.316 | 15.787 | 16.542 | 16.759 | 18.215 | 19.897 |

## Партнерски градови
- La Réole, Giffoni Valle Piana